# Nick Arnold
Nick Arnold (Cambridge, 4 augustus 1961) is een Engelse kinderboekenschrijver.
Arnolds eerste boeken verschenen als lesboeken, toen hij zich in het kader van een project van de Universiteit van Londen bezighield met onderwijs aan jonge kinderen. Hierna begon hij ook artikelen te schrijven voor tijdschriften en kranten. Vervolgens ging hij op zoek naar een uitgever die zijn boeken wilde uitgeven en de uitgeverij Scholastic toonde belangstelling. Onder deze uitgever kwamen zijn bekendste series uit, Horrible Science en Wild Lives. De meeste van zijn boeken zijn geïllustreerd door Tony de Saulles.
In Nederland zijn deze boeken uitgegeven onder de naam Waanzinnig om te weten (Kluitman), samen met boeken van Terry Deary (geschiedenis), Kjartan Poskitt (wiskunde, sterrenkunde e.d.) en Anita Graneri (aardrijkskunde) bieden deze boeken een kijkje in de wetenschap.